# Сейшельский шама-дрозд
Сейшельский шама-дрозд, или сейшельский дроздовик (лат. Copsychus sechellarum) — редкий вид птиц из семейства мухоловковых. Эндемик Сейшельских островов.

## Описание
Внешний вид, размер и образ жизни схож с европейским чёрным дроздом. На тёмной лесной земле они прилежно ищут насекомых. Так как плотность добычи на бедной питательным веществом гранитной горной породе очень незначительна, сейшельские шама-дрозды разработали стратегию, заметно повышающую количество их корма. Они сопровождают обитающих на Сейшельских островах гигантских черепах, которые постоянно ворошат упавшую листву своей медлительной походкой и таким образом постоянно освобождают пауков, многоножек и насекомых. Пары у этого вида стабильны.

## Охрана
Ещё 200 лет назад вид обитал на многих маленьких гранитных островах Сейшел, однако выкорчёвывание леса и завоз кошек и крыс на острова почти искоренили его.
Когда в 1990 году осталось только 22 птицы, Королевское общество защиты птиц и Birdlife Seychelles запустили дорогостоящую программу спасения. С тех пор птиц заселяют на находящиеся под охраной государства острова Cousin и Cousine. На о. Cousin обитает примерно 30 птиц, что является предельным количеством. Так же происходила реинтродукция на о. Aride, которая сначала потерпела неудачу, однако затем увенчалась успехом. По состоянию на 2003 год на островах обитало в целом примерно 120 находящихся под угрозой экземпляров вида. В 2015 году количество особей увеличилось до 283. Программа спасения до сих пор успешно работает.